# 梅津瑞樹
梅津 瑞樹（うめつ みずき、1992年12月8日 - ）は、日本の俳優。千葉県出身。bamboo所属。演劇ユニット言式プロデューサー。虚構の劇団の元劇団員。

## 来歴
- 両親が芸術関係の仕事をしていたことから幼少期からオペラ、ミュージカル、本が常に身近にある環境で育つ[4]。中学・高校と演劇部所属。高校在学中、日韓の交流公演に出演[5]。美術予備校時代は川崎昌平に師事し、インスタレーションなどを学ぶ[6]。大学は芸術学部にて文芸学科を専攻。空間芸術にも挑戦、メディアアート、立体彫刻を学び、学園祭で展示を行う。就職活動を始める時期に演劇部時代の友人の誘いをきっかけに演劇を再開、2015年に大学卒業後の進路として母親の勧めで劇作家・鴻上尚史が主宰する「虚構の劇団」のオーディションを受けて合格。所属俳優となり舞台俳優デビュー。研究生を経て最後のステップである「一人芝居プロジェクト[7][8]」を通過、正劇団員となる。サードステージ所属[9]。2018年4月、bamboo所属[10]。2019年3月、舞台『刀剣乱舞』追加キャスト謎の人物役として一躍、脚光を浴びる[11]。

2020年
1月、ニッポン放送『刀剣乱舞2.5ラジオ』のマンスリーパーソナリティーに就任。
9月、雑誌『CONTINUE』『GIRLS CONTINUE』二誌同時掲載でのコラム連載開始。プライベートで続けてきた小説や脚本の執筆をいずれは仕事に繋げたいと語っており商業媒体での仕事に結実する。
10月、写真集『その丸木舟の行く先』発売。発売前重版が決定した。
2021年
2月、東映が手掛ける一人芝居のプロジェクト、SOLO Performance ENGEKIの第1弾『HAPPY END』に小山内風太役で出演。
4月、ミュージカル『薄桜鬼 真改』相馬主計 篇に相馬主計役で出演。一人芝居を除き単独初主演。
10月、テレビドラマ『あいつが上手で下手が僕で』にアマゲンの天野守役でレギュラー出演 。
2022年
4月、日本テレビ系バラエティー番組『ろくにんよれば町内会』にレギュラー出演。
12月8日、自身の30歳の誕生日に雑誌連載コラムと短編小説4作品を収めた随筆集『残機1』を発売。発売日には楽天ブックス、7net、Yahoo!ショッピングの書籍関連ランキングで1位を獲得する。
12月11日、虚構の劇団の解散に伴い同劇団員としての活動を終える。
2023年
1月23日、随筆集『残機1』の重版が決定。
2月、SOLO Performance ENGEKI第3弾、一人芝居『HAPPY WEDDING』が開幕。老若男女、複数のキャラクターを演じきる。
3月、山姥切長義役で出演の映画『刀剣乱舞-黎明-』公開。
7月、自身がプロデュースする演劇ユニット言式の結成を発表。橋本祥平との共同企画。
10月、言式 旗揚げ公演『解なし』開幕。初の脚本・演出を手がける。

## 人物
- 特技：空手、水泳[1]
- 経験：殺陣、テニス、バスケ、ヌンチャク、釵[1]
- 資格：普通自動車免許[1]
- 趣味：読書、映画鑑賞、キャンプ、ロードバイク[1]
- あだ名は「梅」「梅ちゃん」「瑞樹くん」等。自身をコンテンツとして表す際は「ウメツ」とカタカナ表記する時がある。
- 小説好きであり、好きな作家としてヘミングウェイ、フランツ・カフカ、安部公房、坂口安吾等の名前を挙げている[35]。その他、幼少期は天沢退二郎、コルネーリア・フンケ、ロアルド・ダール、中学時代はフランツ・カフカやホルヘ・ルイス・ボルヘス、高校時代は久米正雄の作品に親しんでいたと述懐[36][37]。
- ドラマで関わったヨーロッパ企画の脚本家・上田誠にシネフィルと評された事もあるほどの映画好き[38]。早稲田松竹に足繁く通っていた時期があるため[39]、自身が生まれる以前の旧作映画にも通ずる。『未来世紀ブラジル』は繰り返し見ている作品の一つ[40]。
- 幼少期からアニメ・ゲームも好んでいるオタクである。最初のオタクの記憶はガンダムSEED[41]。Twitterや生配信では度々刀剣乱舞・FGOの話題が登場する。
- 出演していた日本テレビ『ろくにんよれば町内会』では個性的なキャラクターを多数演じており、その突飛な世界観は公式から"梅津ワールド"と称されていた[42][43]。
- イッセー尾形のように、歳を重ねても「一人芝居プロジェクト」を続けていきたいと語っている[14][28][29]。
- フェレットを飼っており[44][45]、雑誌のインタビューでは、その存在が「モチベーションの源」になっていると答えている[46]。

## 出演

### 舞台
虚構の劇団（2015 - 2022年 在籍）
- 第11回公演 『ホーボーズ・ソング HOBO'S SONG 〜スナフキンの手紙Neo〜』（2015年8月25日 - 9月6日、東京芸術劇場シアターウエスト / 9月11 - 13日、近鉄アート館 / 9月17 - 19日、四国学院大学 ノトススタジオ / 9月22 - 23日、あかがねミュージアム 多目的ホール / 9月26 - 27日、内子座）[47]
- 番外公演 虚構の旅団vol.3『青春の門〜放浪篇〜』（2016年2月3日 - 17日、SPACE雑遊）[48]
- 一番長い日（2016年2月27日・28日、新宿シアター・ミラクル） - 作・演出[7][8]
- 第13回公演『もうひとつの地球の歩き方〜How to walk on another Earth.〜』（2018年1月19日 - 28日、座・高円寺1 / 2月2日 - 4日、ABCホール / 2月10日 - 11日、あかがねミュージアム あかがね座 / 2月15日 - 18日、東京芸術劇場シアターウエスト）[49]
- 一人芝居&自主企画発表会2018『ハコニワ』（2018年4月21日・22日、阿佐ヶ谷ひつじ座）[50]
- 第14回公演『ピルグリム2019』（2019年2月22日 - 3月10日、シアターサンモール / 3月15日 - 17日、近鉄アート館 / 3月23日 - 24日、あかがねミュージアム あかがね座） - ハラハラ 役[51]
- 第15回公演 解散公演『日本人のへそ』（2022年10月21日 - 30日、座・高円寺1/ 11月4日 - 6日、近鉄アート館 / 11月12日 - 13日、あかがねミュージアムあかがね座 / 12月1日 - 11日、東京芸術劇場シアターウエスト） - 学生 役[3]

#### 2014 - 2016年
- 企画演劇集団Kapitel Chapter1「変則短編集 組曲『空想』」（2014年10月18日・19日、要町アトリエ第七秘密基地）[52]
- KOKAMI@network vol.14 『イントレランスの祭』（2016年4月9日 - 17日、全労済ホールスペース・ゼロ / 4月22日 - 24日、シアターBRAVA! / 4月29日 - 5月6日、よみうり大手町ホール）[53]
- ミュージカル『魔界王子 devils and realist』（2016年6月1日 - 5日、全労済ホールスペース・ゼロ）[54]
- BASEプロデュース『夏休み持ち寄り朗読会』Aチーム（2016年8月4日・6日・7日、BAR BASE）[55][56]
- ぽこぽこクラブvol.3『あいつをクビにするか』（2016年10月26日 - 30日、花まる学習会王子小劇場） - 桐島大五郎 役[57]
- ミュージカル『八犬伝―東方八犬異聞―』二章（2016年11月23日 - 27日、全労済ホールスペース・ゼロ）[58]

#### 2017年
- エムキチビート 第十四廻公演 『赫い月』（1月18日 - 22日、座・高円寺1） - ウエハラ 役[59]
- 舞台版ドラえもん『のび太とアニマル惑星』（3月26日 - 4月2日、サンシャイン劇場 / 4月7日 - 9日、キャナルシティ劇場 / 4月14日 - 16日、刈谷市総合文化センター 大ホール / 4月21日 - 23日、多賀城市民会館 大ホール / 4月29日 - 30日、森ノ宮ピロティホール）[60]
- ぽこぽこクラブ ぽこフェスオムニバス公演part3「ぽこフェス2017〜越えろこの山、チョモランマ〜」（5月20日 - 6月11日、HTS下高井戸） [61]
  - シーズン1「初めまして、山田です」 - シークレットゲスト
  - シーズン3「現世永劫莫殺地獄」
- 劇団暴創族10周年記念公演『The Last Snow〜雪女物語〜』（9月7日 - 10日、東京芸術劇場シアターウエスト） - 瀬川圭佑 役[62]
- ミュージカル『魔界王子 devils and realist』the Second spirit（11月4日 - 12日、新宿FACE）[63]

#### 2018年
- リーディング公演VOL.1『空谷の湧水』（9月16日、恵比寿・エコー劇場）[64]
- デルフィニア戦記〜動乱の序章〜（12月8日 - 13日、渋谷区文化総合センター大和田さくらホール） - ナジェック 役[65]

#### 2019年
- 舞台『刀剣乱舞』 慈伝 日日の葉よ散るらむ（じでん ひびのはよちるらん）（6月14日 - 23日、品川プリンスホテル ステラボール / 6月28日 - 7月7日、サンケイホールブリーゼ / 7月11日 - 15日、AiiA 2.5 Theater Kobe / 7月19日 - 8月4日、品川プリンスホテル ステラボール） - 謎の人物/山姥切長義 役[66]
- 朗読劇『青空』（8月10日、三越劇場） - 大和 役[67]
- 東映ムビ×ステ『GOZEN - 狂乱の剣 -』（9月12日 - 23日、サンシャイン劇場 / 9月27日 - 29日、梅田芸術劇場シアター・ドラマシティ） - 土御門月暗 役[68]
- ミラクル☆ステ―ジ『サンリオ男子』〜ハーモニーの魔法〜（11月8日 - 17日、品川プリンスホテルクラブeX） - 梅崎慎矢 役[69]
- 極上文學 第14弾 『桜の森の満開の下』〜孤独〜 （12月7日 - 15日、新宿FACE） - 鼓毒丸、ミレン/アコガレ 役 [70]

#### 2020年
- 舞台『27 -7ORDER- 』（2月9日 - 16日、天王洲 銀河劇場 / 2月21日 - 3月1日、AiiA 2.5 Theater Kobe） - カート 役[71][72]
- ミュージカル『薄桜鬼 真改』相馬主計篇（4月2日 - 4月5日、明治座 / 4月9日 - 4月12日、サンケイホールブリーゼ） - 主演 相馬主計 役[73]※全公演中止[注 1]
- 極上文學 第15弾 『桜の森の満開の下』〜罪〜 （4月29日 - 5月9日、新宿FACE / 5月15日 - 17日、大阪ビジネスパーク円形ホール） - ツミ夜姫 役[75][76]※全公演延期[注 2]
- 科白劇 舞台『刀剣乱舞 / 灯』綺伝 いくさ世の徒花 改変 いくさ世の徒花の記憶 （7月16日 - 8月2日、品川プリンスホテル ステラボール / 8月4日 - 9日、日本青年館ホール） - 山姥切長義 役[78]
- 舞台『BIRTH』（10月10日 - 21日、よみうり大手町ホール） - ダイゴ 役[79]

#### 2021年
- 舞台『紅葉鬼』〜童子奇譚〜（1月8日 - 14日、日本青年館ホール） - 茨木童子役[80]
- SOLO Performance ENGEKI『HAPPY END』（2月17日 - 23日、シアターサンモール） - 主演 小山内風太 役[14]
- ミュージカル『薄桜鬼 真改』相馬主計 篇（4月1日 - 4日、日本青年館ホール / 4月8日 - 11日、 AiiA 2.5 Theater Kobe） - 主演 相馬主計 役[15][16]※4月1日中止[81]
- 朗読劇『5 years after ver.5〜K-N-U-K〜』（4月17日 - 25日、すみだパークシアター倉）[82]
- 『FAKE MOTION』THE SUPER STAGE（4月22日、品川プリンスホテル ステラボール） - ゲスト出演（卓球仙人、少女A）[83][84]
- 劇団ホチキスvol.43『月野木グラビティ』（6月4日 - 13日、吉祥寺シアター） - 主演 月野木 仁 役[85]
- ミラクル☆ステージ『サンリオ男子』 〜KAWAII Evolution〜（7月15日 - 25日、品川プリンスホテルクラブeX / 7月30日 - 8月1日、京都劇場） - 梅崎慎矢 役[86]
- 恋を読む inクリエ『逃げるは恥だが役に立つ』（8月11日、シアタークリエ） - 風見涼太 役[87]※降板[注 3]
- 劇団鹿殺し『キルミーアゲイン'21』 （9月30日 - 10月10日、紀伊國屋ホール / 10月15日 - 17日、松下IMPホール） - 山根亮太 役[89][90]
- 舞台『あいつが上手で下手が僕で』1stシーズン（12月9日 - 17日、かつしかシンフォニーヒルズ / 12月23日 - 26日、東大阪市文化創造館） - 天野 守 役[91]

#### 2022年
- 演劇の毛利さん －The Entertainment Theater Vol.1 リーディングシアター『桜の森の満開の下』（1月9日、サンシャイン劇場） - 男 役[92]
- 極上文學『ジキルとハイド』（1月22日 - 30日、紀伊國屋サザンシアター） - 主演 ジキル / ハイド 役[93]
- Reading Pop『青い鳥』 Homme ver.（2月10日 - 13日、ヒューリックホール東京） - 主演 チルチル 役[94]※全公演中止[注 4]
- 舞台『刀剣乱舞』綺伝 いくさ世の徒花（3月19日 - 4月3日、明治座 / 4月22日 - 24日、福岡サンパレス ホテル＆ホール / 4月30日 - 5月15日、新歌舞伎座） - 山姥切長義 役[97][98]
- S-IST Stage『ひりひりとひとり』（2022年6月10日 - 19日、よみうり大手町ホール） - ぴーちゃん 役[99]
- 東映ムビ×ステ『漆黒天 -始の語り-』（8月5日 - 21日[注 5]、サンシャイン劇場 / 8月31日 - 9月4日、梅田芸術劇場 シアター・ドラマシティ） - 嘉田蔵近 役[104]
- 荒牧慶彦 俳優デビュー10周年記念公演 殺陣まつり〜和風三国志〜（12月18日 13時公演 、明治座） - ゲスト出演 劉備 役[105]
- クリスマス☆リーディングステージ『クリスマス・イブのおはなし』（12月27日、新国立劇場 小劇場[106]）

#### 2023年
- SOLO Performance ENGEKI『HAPPY WEDDING』（2月17日 - 26日、シアターサンモール） - 主演 遠藤春彦 役 他[25][26]
- 舞台『ちょっと今から仕事やめてくる』（4月22日 - 30日[注 6]、シアター1010） - 青山隆 役の橋本祥平とW主演 ヤマモト 役[108]
- 少年社中 第40回公演『三人どころじゃない吉三』（6月8日 - 18日、紀伊國屋ホール） - 主演 お嬢吉三 役[109][110]
- ミュージカル『伝説のリトルバスケットボール団』（7月27日※プレビュー公演、タワーホール船堀） - ダイン 役[111]
- 舞台『刀剣乱舞』七周年感謝祭 –夢語刀宴會（）–（8月4日 - 6日、幕張メッセ 幕張イベントホール） - 山姥切長義 役[112]
- リーディングドラマ『ロミオとジュリエット』（8月12日・13日、あうるすぽっと） - ロミオ 役[113][114]
- 『チェンソーマン』ザ・ステージ（9月16日 - 10月1日、天王洲 銀河劇場 / 10月6日 - 9日、京都劇場） - 早川アキ 役[115]
- 演劇ユニット言式 旗揚げ公演『解なし』（10月25日 - 29日、博品館劇場）[34]
- 舞台『呪術廻戦』- 京都姉妹校交流会・起首雷同 -（12月15日 - 31日、天王洲 銀河劇場） - 加茂憲紀 役[116]

#### 2024年
- 舞台『呪術廻戦』- 京都姉妹校交流会・起首雷同 -（1月6日 - 14日、AiiA 2.5 Theater Kobe） - 加茂憲紀 役[116]
- ミュージカル『伝説のリトルバスケットボール団』（2月15日 - 25日[注 7]、草月ホール / 3月2日 - 3日、松下IMPホール） - ダイン 役[118]
- 剣劇『三國志演技〜孫呉』（4月5日 - 16日、明治座） - 主演・孫策 役（荒牧慶彦とW主演）[119]
- 舞台『あいつが上手で下手が僕で』 -決戦前夜篇- （5月3日 - 12日、IMM THEATER / 5月18日・19日、サンケイホールブリーゼ） - 天野守 役[120]
- リーディングホラー『親指さがし』（7月6日、シアター1010） - 沢武 役[121]
- 三人芝居『6006（ロクゼロゼロロク）』（7月31日 - 8月4日、博品館劇場）[122]
- 朗読『夜/読 耳（ヨミミ）寄り』（8月16日・17日、浜離宮朝日ホール 音楽ホール）[123]
- 舞台『マリオネットホテル』（9月14日 - 29日、サンシャイン劇場 / 10月3日 - 6日、サンケイホールブリーゼ） - エゴ・ヴェラキッカ 役[124][125]
- あくたーず☆りーぐ さんにんのおうさまのおはなし（11月4日、横浜赤レンガ倉庫1号館 3Fホール） - しつじ 役[126]
- 演劇ユニット言式 第二回公演『或いは、ほら』（12月19日 - 29日、I’M A SHOW）[127]

#### 2025年
- 舞台『刀剣乱舞』十口伝 あまねく刻の遥かへ（2月15日 - 3月2日、品川プリンスホテル ステラボール / 3月7日 - 9日、キャナルシティ劇場 / 3月15日・16日、オリックス劇場） - 主演・山姥切長義 役[128][129][130]
- SOLO Performance ENGEKI『MAGENTA』（4月16 - 27日、東京 / 5月10 - 11日、愛知 / 5月17 - 18日、福岡 / 5月24 - 25日、大阪）[131]
- 『秩父文学祭』秩父短編文学賞 受賞作品朗読会（2025年6月22日〈予定〉、秩父宮記念市民会館 大ホールフォレスタ）[132]
- 舞台『PERSONA3 Lunation the Act』（7月6日 - 13日、シアターGロッソ） - 主演・汐見彼方 役[133][134]
- 舞台『死神遣いの事件帖 終』（8月7日 - 17日、サンシャイン劇場 / 8月21日 、福岡サンパレス / 8月30日・31日、梅田芸術劇場 シアター・ドラマシティ / 9月5日・6日、こまつ芸術劇場うらら 大ホール / 9月13日 - 15日、京都劇場） - 無限狼 役[135]
- ⾔式『んもれ』（10月9日・10日〈予定〉、中日ホール / 10月16日 - 26日〈予定〉、品川プリンスホテル クラブeX）[136]

### 映画
- シュウカツ4 二次面接『就職という名のゲーム２』（2020年7月24日、ノースシーケーワイ） - 株元英彰、正木郁とトリプル主演[137]
- 東映ムビ×ステ『漆黒天 -終の語り-』（2022年6月24日） - 嘉田蔵近（） 役[104]
- 劇場版 舞台『刀剣乱舞』慈伝 日日の葉よ散るらむ（2022年10月14日） - 山姥切長義 役[138]
- 映画刀剣乱舞-黎明-（2023年3月31日） - 山姥切長義 役[139][29]
- 死神遣いの事件帖 終（2025年6月13日） - 無限狼 役[140]

### テレビドラマ
- あいつが上手で下手が僕で（日本テレビ） - 天野守 役
  - シーズン1（2021年10月7日 - 11月25日）[141]
  - シーズン2（2023年4月26日 - 6月14日）[142]
  - シーズン3 巡巡決勝篇（2024年7月18日 - 9月6日）[143][144]

- 水ドラ 25『青春ミュージカルコメディ oddboys』(2024年7月3日、テレビ東京） - ゲスト出演 五月雨嵐 役[145][146]

### テレビ番組
- ゴッドタン「第2回 私の落とし方発表会」（2016年8月14日、テレビ東京） - 制作会社のAD 役[147][注 8]
- 『2.5次元ナビ！』#35（2020年2月24日、日テレプラス） - ゲスト出演
- バゲット（2021年11月29日・12月6日、日本テレビ） - ゲスト出演
- ろくにんよれば町内会（2022年4月27日〈26日深夜〉 - 2023年3月15日〈14日深夜〉、日本テレビ） - レギュラー出演[18]
- 『2.5次元男子推しTV シーズン5』＃4（2022年8月12日、WOWOWプライム、WOWOWオンデマンド） - ゲスト出演[148]
- 密着『映画刀剣乱舞-黎明-』（2023年3月3日、日テレプラス）[149]

### ネット配信
- 方南ぐみ企画・読み聞かせ『あたっく No.1』 （2020年8月28日、Streaming+） - 二本柳 肇 役 [150][151]
- 少年社中ライブストリーム『劇場に眠る少年の夢』（ニコニコ生放送）[152][153]
  - 第一夜 少年社中リーディング公演「贋作・好色一代男」（2020年12月16日[152]）
  - 第五夜 少年社中リーディング公演「リチャード三世」（2020年12月22日[152]）
  - 第六夜 少年社中リーディング公演「三人どころじゃない吉三」（2020年12月23日[152]）
- 監禁朗読劇 LOCK UP READING THEATER『The Lost Sheep』（2021年1月30日[154]、360Channel） - 柊木祈 役
- 読奏劇×ListenGo 織田作之助 著『天衣無縫』（2021年6月4日、ListenGo）[155]
- Dream Stage-読奏劇- 太宰治 著『猿ヶ島』（2021年12月20日、ListenGo）[156][157]
- ライブストリーミング演劇『バックステージオンファイア』（2022年12月25日、Streaming+） - 主演 新井拓海 役[158]
- ライブストリーミング演劇『エスケープフロムライブラリー』（2024年10月19日、Streaming+） 主演 [159]

### 配信番組

#### 2019年
- 2.5次元『噂のニコメン情報局』冬休み直前 2019年ラスト ナイトタクシードライブ（12月27日、再放送 2022年5月6日[160]、ニコニコ生放送）

#### 2020年
- 梅津瑞樹オフィシャルファンクラブ「梅津の潜む穴」（4月17日 - 、ニコニコチャンネル）[161]
- 2525推しごと（2020年6月19・21日、ニコニコ生放送）[162]
- 刀剣乱舞-ONLINE- 五周年記念『刀剣乱舞 大演練〜控えの間〜』（8月11日、DMM.com）[163]
- 夏のボドゲ選手権大会＠ニコニコネット超会議2020夏（8月15日、ニコニコ生放送）[164]
- シアターコンプレックス クラウドファンディング オンラインイベント『中屋敷法仁プレゼンツ 即興監獄【エチュードプリズン】』（8月23日、シアターコンプレックス）[165][166]
- 『2525推しごと』Season2（8月28日・29日・30日、ニコニコ生放送）[167]

#### 2021年
- 生配信！2.5次元大演会 〜新春の宴〜（1月17日、WOWOWオンデマンド）[168]
- ミラクル☆ステージ『サンリオ男子』 〜ハーモニーの魔法〜 生コメンタリー特番（7月3日、ニコニコ生放送）[169]

#### 2022年
- ヒルナンデス！ × 2.5次元俳優 「シーズンレギュラーを探しています。」 〜お昼にハマるのは誰！？あなたの一票で生決定バトル〜（5月9日、Hulu）[170]
- S-IST Stage『ひりひりとひとり』開幕直前特番（6月1日、ニコニコ生放送）
- オンラインイベント限定公開収録『ろくにんよれば町内会』（6月6日、YouTube）
- SHIBUYA TSUTAYA×Sparkle特別企画 Actor's Culture 第1回（1）（9月29日、YouTube）[35]

#### 2023年
- SHIBUYA TSUTAYA×Sparkle特別企画 Actor's Culture 第1回（2）（2月22日、YouTube）[171]
- 「松丸くんと遊ぼう！」人狼バトルSP（3月17日、松丸亮吾公式ファンクラブ「丸ノ家」）[172]
- トーハンYouTubeチャンネル 出版区「本屋、ついて行ってイイですか？」第7回（5月12日、YouTube）[173][174]
- カミシモおんらいん!!〜最強コンビ決定戦〜（11月25日、Streaming+） - 天野 守 役[175][176][143]

### ラジオ
- 刀剣乱舞2.5ラジオ（2019年4月 - 2022年3月、ニッポン放送）
  - ゲスト出演
    - 第二十二回・ 第二十三回（2019年9月1日・8日）[177][178]

  - マンスリーパーソナリティ（2020年1月5日 - 2022年3月27日）[注 9]
- 矢崎広の「あさステ！」（超!A&G+ 、ニコニコチャンネル） - ゲスト出演
  - 2019年9月4日・11日[179]
  - 2021年2月13日[180]
- オールナイトニッポン0（ZERO）〜刀剣乱舞2.5ラジオスペシャル〜（2021年11月14日、ニッポン放送）[181]

### CM・広告
- スマートフォンゲーム『LAPLACE LINK -ラプラスリンク-』ティザーサイト スペシャルムービー（2015年10月）[182]

### イベント

#### 2019 - 2020年
- ピルグリム2019公開大打ち上げ〜本当のアフタートークイベント〜（2019年3月30日、下北沢アレイホール）[183][184]
- 荒牧慶彦イベント『まきまつり vol.1 in 東京』（2019年10月20日、多摩永山情報教育センター 多目的ホール） - ゲスト出演
- 極上文學第14弾『桜の森の満開の下〜孤独〜』七分咲き！（2019年11月28日、新宿ロフトプラスワン）[185]）
- 磯野大バースデーイベント2019（2019年12月15日、スターライズタワー スタジオジュピター） - 1部ゲスト出演
- 舞台『モマの火星探検記』（2020年1月12日、サンシャイン劇場） - アフタートークゲスト出演[186][187]
- 梅津瑞樹ソロイベント『崖下のパレード』 （2020年4月18日、TFTホール500 ）[188]※イベント中止[注 10]
- 『刀剣乱舞-ONLINE-』五周年記念 「刀剣乱舞 大演練」 （2020年8月11日、東京ドーム ） - 山姥切長義 役 ※公演中止[注 11]

#### 2021年
- 梅津瑞樹POPUP SHOP（4月18日 - 28日[注 12]、期間延長 5月17日 - 18日、タワーレコード渋谷店）[192]

#### 2022年
- 極上文學『ジキルとハイド』公演記念イベント（1月13日、ユーロライブ）
- Reading Pop『青い鳥』 Femme ver.（2月4日、ヒューリックホール東京） - アフタートークゲスト出演[193]
- ACTORS☆LEAGUE in Games 2022（5月2日、幕張イベントホール） - 聖グラバー学院 / Psycho-Crusher ミズキ[194]
- あいつが上手で下手が僕で 「アマゲン」単独ライブイベント「ハローハローニューワールド」（6月21日、草月ホール） - 天野守 役[195]
- ろくにんよれば町内会「ロクマチちょっぴり遅めの納涼祭2022」〜飛んで火にいる夏の6人〜（9月12日、東京ドームシティ シアターGロッソ）[196]

#### 2023年
- ACTORS☆LEAGUE
  - in Games 2023（6月19日、日本武道館） - 聖グラバー学院 / Psycho-Crusher ミズキ[197]
  - in Baseball 2023（7月3日、東京ドーム） - チーム GEM SCARLETS[198]
- ライブストリーミング演劇『バックステージ オン ファイア』上映会&トークショー（11月3日、イオンシネマ金沢フォーラス）[199]
- ミラクル☆ステージ『サンリオ男子』 〜One More Time〜（11月16日、I'M A SHOW） - アフタートークゲスト出演[200]
- あくたーず☆りーぐ アートフェスタ in よみうりランド「フラワーパークでらんらんRUN」（11月18日、らんらんホール） -  ゲストアーティスト[201]
- 「ジャンプフェスタ2024」ネルケプランニングブース トークステージ『チェンソーマン』ザ・ステージ（12月16日、幕張メッセ 国際展示場 展示ホール1 - 8）[202]

#### 2024年
- 梅津瑞樹POPUP SHOP（1月15日 - 28日、タワーレコード渋谷店2階 / 1月15日 - 22日、タワーレコードあべのHoop店）[203]
- ACTORS☆LEAGUE in Games 2024（6月11日、幕張イベントホール ） - MAGICAL BEROチーム[204]
- スエフェス２０２４（6月18日、K-STAGE O!）[205]
- 「青春ミュージカルコメディ oddboys」英林館高校文化祭（10月26日・27日、武蔵野の森総合スポーツプラザ） - 五月雨嵐 役[206][207]

#### 2025年
- ACTORS☆LEAGUE in Games 2025（6月10日、東京ガーデンシアター）[208]

### 写真展・パネル展
- 読奏劇 写真展（2022年2月19日 - 27日、渋谷モディ / 3月12日 - 20日、なんばマルイ）[209]
- 『GIRLS CONTINUE』Vol.7 発売記念 梅津瑞樹パネル展（2022年2月25日 - 3月10日、SHIBUYA TSUTAYA）[210]
- 読奏劇ヴァーチャル写真展 in OIOI（2022年5月27日 - 6月30日、期間延長 7月1日 - 15日、Dreamline）[211]
- SHIBUYA TSUTAYA×Sparkle【Actor's Culture】presents 特別冊子＆グッズ発売記念 梅津瑞樹パネル展（2022年12月8日 - 12月23日、SHIBUYA TSUTAYA、TSUTAYA EBISUBASHI）[212]

## その他
- 虚構の劇団 出張ワークショップ（2017年11月22日、青山学院大学） - 講師[213]
- ミスクリエイション（2018年） - アンダースタディ[214]
- ボイスフレンド 第3弾「僕から君へ」（2024年3月19日 - 4月17日、文喫 六本木） - MRの技術を利用した企画[215][216]

## 作品

### CD

#### 夜/読耳蒐
『夜/読耳蒐（）』は、朗読CDのシリーズ。2021年4月に第一弾、2024年1月に第二弾が発売された。
| 発売日         | タイトル               | 規格品番  | 備考            |
| -------------- | ---------------------- | --------- | --------------- |
| 2021年 4月18日 | 夜/読耳蒐 夢十夜       | BMBR-002  | [ 217 ]         |
| 2024年 1月15日 | 夜/読耳蒐 銀河鉄道の夜 | BMBR-0010 | [ 218 ] [ 219 ] |

#### キャラクターソング
| 発売日          | タイトル                                  | 曲名         | 歌                                             | 備考                                                                 |
| --------------- | ----------------------------------------- | ------------ | ---------------------------------------------- | -------------------------------------------------------------------- |
| 2021年 11月23日 | 「あいつが上手で下手が僕で」              | Next Stage   | 湘南劇場おーるすたーず                         | 舞台「あいつが上手で下手が僕で」EP                                   |
| 2021年 11月23日 | 「あいつが上手で下手が僕で」              | 磁石な僕ら   | アマゲン 現多英一（陳内将） 天野守（梅津瑞樹） | 舞台「あいつが上手で下手が僕で」EP                                   |
| 2024年 5月3日   | 「あいつが上手で下手が僕で」 -決戦前夜篇- | 星屑ヒーロー | SHIRASぼーいず                                 | 舞台「あいつが上手で下手が僕で」 -決戦前夜篇- (シーズン3) EP Mカード |
| 2024年 5月3日   | 「あいつが上手で下手が僕で」 -決戦前夜篇- | ふたりの絆   | アマゲン 現多英一（陳内将） 天野守（梅津瑞樹） | 舞台「あいつが上手で下手が僕で」 -決戦前夜篇- (シーズン3) EP Mカード |

## 書籍

### 写真集
- Stage Actor Alternative #8（2020年10月1日、インディペンデントワークス、撮影：小林裕和）[223]
- 梅津瑞樹 1st写真集『その丸木舟の行く先』（2020年10月23日、主婦と生活社、撮影：近藤宏一）[224] ISBN 978-4-391-15491-7

### カレンダー・オフショットブック
- 梅津瑞樹 2020カレンダー（2019年10月、bamboo）[225]
- 梅津瑞樹 2021カレンダー（2020年11月21日、bamboo）[226]
- 梅津瑞樹 2022カレンダーブック（2021年10月21日、東京ニュース通信社、撮影：樽木優美子）[227] ISBN 978-4-86701-330-4
- 梅津瑞樹 2023カレンダー・オフショットブック（2022年10月8日、bamboo、撮影：圓岡淳）[228][229]
- 梅津瑞樹 2024カレンダー（2023年10月18日、bamboo、撮影：小松陽祐）[230]
- 朗読CD『銀河鉄道の夜』オフショットブック（2024年1月15日、bamboo、撮影：圓岡淳）[219][231]

### 連載
- 『CONTINUE』・『GIRLS CONTINUE』同時連載コラム「残機1」（2020年9月 - 、太田出版）

### 随筆集
- 『残機1』（2022年12月8日、太田出版）[20][21] ISBN 978-4-7783-1835-2

### ZINE
- 梅津瑞樹公式ZINE『棘』（2024年7月10日、太田出版）[232][233]

### 冊子
- SHIBUYA TSUTAYA×Sparkle【Actor's Culture[35]】presents 特別冊子「Sparkle Culture」梅津瑞樹（2022年12月8日、SHIBUYA TSUTAYA、メディアボーイ）

### ユニットメンバー
1. ↑  時浦可偉（荒牧慶彦）、島世紀（和田雅成）、鳴宮良（崎山つばさ）、蛇谷明日馬（鳥越裕貴）、現多英一（陳内将）、天野守（梅津瑞樹）、湾野岳（橋本祥平）、犬飼佑（田中涼星）
2. ↑  現多英一（陳内将）、天野守（梅津瑞樹）、東雲嵩紀（溝口琢矢）、狭間くらげ（大平峻也）、千波未明（木津つばさ）、黒旗晩（中尾暢樹）